# Charles Hoff
Charles Hoff (né le 9 mai 1902 à Fredrikstad et mort le 20 février 1985 à Oslo) est un athlète norvégien polyvalent spécialiste du saut à la perche, du saut en longueur, du triple saut, du sprint et du demi-fond. Athlète olympique en 1924, il est finaliste du 800 mètres avant de déclarer forfait à son épreuve de prédilection, le saut à la perche, pour une blessure à la cheville. Expatrié aux États-Unis pour vivre de ses talents sportifs, il a battu à plusieurs reprises le record du monde de la spectaculaire discipline du saut à la perche ; il est expulsé quelques mois plus tard par le nouveau règlement interdisant les tournées américaines de sportifs étrangers. Considéré comme un professionnel, son saut à 4,32 mètres en 1931, alors le record du monde, n'est pas reconnu par la fédération internationale. 

## Carrière
Charles Hoff participe aux Jeux olympiques d'été de 1924 aux 400 et 800 mètres. En demi-finales du 800 mètres, il passe en tête aux 300 mètres devant deux Américains qui le devancent sur la ligne d'arrivée mais Hoff résiste au retour du Hollandais Adriaan Paulen pour obtenir la troisième place qualificative. Avant-dernier de la finale, il est nettement battu par les Britanniques et les Américains qui se disputent l'or olympique avec le Suisse Paul Martin. Deux jours après sa finale olympique, il reprend la compétition dans la sixième série du 400 mètres où il est l'un des deux seuls partants de la course. Le lendemain, en demi-finale, il perd sa troisième place dans la dernière ligne droite et ne se qualifie pas pour la finale olympique. Il ne prend pas part à l'épreuve de saut à la perche à cause d'une blessure à la cheville alors qu'il possède le record du monde de la discipline. Après les Jeux, il envisage de vivre de ses talents athlétiques aux États-Unis.
Vainqueur d'une compétition de saut à la perche à Berlin en septembre 1925, il bat le record du monde de la discipline un mois plus tard à Paris. En février 1926, il commence sa tournée aux États-Unis en battant le record du monde au Madison Square Garden. Athlète complet, vedette à la course à pied, à la boxe ou encore en sauts, il est célébré comme le meilleur sauteur à la perche de l'histoire. Invité pour montrer ses talents aux spectateurs du Madison Square Garden en mars, il passe une barre de 4,06 mètres au saut à la perche. Après cette tournée, Hoff est accusé de professionnalisme de par la rémunération qu'il reçoit pour ses performances. En novembre, l'Amateur Athletic Union interdit les tournées américaines d'athlètes étrangers évoluant dans les sports dans lesquels elle a juridiction.
Recordman du monde du saut à la perche pendant cinq ans, améliorant sa marque par quatre fois, il établit le record à 4,25 m. En 1931, il passe 4,32 m mais son record n'est pas validé pour cause de professionnalisme. Il réalise de nombreuses marques de références en salle, mais l'IAAF ne les a jamais validées. En 1942, il devient président de la Fédération des sports de Norvège sous l'occupation de la Norvège par le Troisième Reich, poste qu'il occupe jusqu'en 1944.

## Palmarès
| Date | Compétition           | Lieu  | Résultat | Épreuve    | Performance  |
| ---- | --------------------- | ----- | -------- | ---------- | ------------ |
| 1924 | Jeux olympiques d'été | Paris | 8e       | 800 mètres | 1 min 56 s 7 |